# Михельсен, Андрей Людвиг Яков
Андрей Людвиг Яков Михельсен (нем. Andreas Ludwig Jacob Michelsen; 1801—1881) — немецкий юрист, историк и политик.

## Биография
Родился 31 мая 1801 года в Соттрупе в Шлезвиг-Гольштейне. Был сыном дьякона Франца Михельсена (1766—1806) и Иоганны Генриетты фон Борн (1782—1861). Детство его прошло в Альтоне и с 1816 года посещал гимназию Кристианиум. В 1819 году начал изучать право, историю и философию в Кильском университете и стал членом Старо-Кильского братства. В 1821 году продолжил обучение в Гёттингенском университете. В 1823 году он сдал государственный экзамен по праву и получив государственную стипендию совершил поездку в Германию, Швейцарию, Францию, Голландию и Данию; 20 ноября 1824 года получил степень доктора права.
Занимался в Копенгагене историей Шлезвиг-Гольштейна. Стал членом Исландского литературного общества, Королевского общества истории и языка отечества и Королевского норвежского общества наук. После публикации ряда исторических трудов Мишельсен опубликовал в 1828 году Geschichte Nordfrieslands im Mittelalter и 11 августа 1829 года стал преемником Фридриха Кристофа Дальмана в должности профессора истории в Кильском университете, где он основал общество для истории шлезвиг-голштейн-лауэнбургской и издал «Urkundenbuch zur Geschichte des Landes Dithmarschen» (Альтона, 1834) и «Sammlung altdithmarscher Rechtsquellen» (1842). Здесь он получил в 1833 году почётную докторскую степень по философии, стал членом-корреспондентом Общества истории Поморья в 1834 году и Общества истории Мекленбурга в 1835 году.
2 октября 1840 года Мишельсен женился на графине Эрнестине Софи Фридерике фон Брокдорф. Брак остался бездетным.
Переехав в Йену, с 1842 года по 1861 год он был профессором государственного и международного права в Йенском университете. С 1844 года он был советником герцога Кристиана Августа Шлезвиг-Гольштейн-Зондербург-Аугустенбургского.
После начала восстания Шлезвиг-Гольштейн в 1848 году, Мишельсен предложил свои услуги временному правительству восставших и стал специальным представителем временного правительства Шлезвиг-Гольштейна в Берлине.. По возвращении он был избран во Франкфуртское национальное собрание, где примкнул к левому центру.
В 1850 и 1855 годах был ректором Йенского университета.
В 1856 году он стал членом Королевского саксонского общества наук в Лейпциге, в 1857 году — Общества голландской литературы в Лейдене и Юридического общества в Лондоне. В 1861 году он стал почётным гражданином города Йена. В 1864 году он получил орден Заслуг герцога Петра-Фридриха-Людвига, а в 1865 году — орден Саксен-Эрнестинского дома. В 1862—1864 годах он был директором «Германского музея» в Нюрнберге. С 1863 по 1866 год он снова был советником герцога Кристиана Августа во Франкфурте-на-Майне и в Киле. Затем поселился в Шлезвиг-Гольштейне.
Умер 11 февраля 1881 года.